# Hans-Heinz Augenstein
Hans-Heinz Augenstein (Pforzheim-Brötzingen, Baden 11 de Julho de 1921 - 7 de Dezembro de 1944) foi um piloto da Alemanha na Segunda Guerra Mundial, tendo abatido um total de 46 aeronaves inimigas, todas a noite, sendo destas, 45 bombardeiros quadrimotores.

## Biografia
Em Julho de 1942, serviu com a NJG 1 e o então Leutnant Augenstein foi enviado para a 3./NJG 1. Atingiu a sua primeira vitória na noite de 31 Julho/1 Agosto, quando abateu um bombardeiro bimotor Wellington da RAF próximo de Ahlhorn.
No final de 1942, Augenstein foi transferido para a 7./NJG 1. Na noite de 27/28 de Maio ele abateu mais quatro aeronaves tendo chegado a liderança de sua unidade em 31 de Janeiro de 1944. No dia 1 de Março de 1944, Augenstein foi designado Staffelkapitän da 12./NJG 1.
O Oberleutnant Augenstein foi condecorado com a Cruz de Cavaleiro da Cruz de Ferro no dia 9 de Junho de 1944. Durante o ano de 1944, Augenstein abateu 42 aeronaves inimigas. Registrou as suas últimas três vitórias na noite de 4/5 de Novembro de 1944.
Na noite de 6/7 de Dezembro de 1944, o seu Bf 110 G-4 (W.Nr. 140 078) “G9 + HZ” foi abatido a 10 km a noroeste de Münster-Handorf por um caça noturno da RAF. Augenstein e seu Bordfunker foram mortos, mas o seu Bordschütze conseguiu sair ileso.

## Condecorações
- Troféu de Honra (17 de Janeiro de 1944)
- Cruz Germânica em Ouro (16 de Janeiro de 1944)
- Cruz de Cavaleiro da Cruz de Ferro (9 de Junho 1944)[2]